# 보어 살인 멧돼지
《보어 살인 멧돼지》(영어: Boar)는 오스트레일리아에서 제작된 크리스 선 감독의 2017년 공포 영화이다. 네이선 존스, 존 자럿 등이 출연하였다. 오스트레일리아 시골에서 멧돼지가 서식지를 지키기 위해 인간들을 무참히 살해하는 이야기이다.

## 출연진
- 네이선 존스
- 존 자럿
- 어니 딩고
- 로저 워드
- 빌 모즐리
- 시몬 뷰캐넌
- 스티브 비즐리